# Ctenoplusia leucostigma
Ctenoplusia leucostigma är en fjärilsart som beskrevs av Claude Dufay 1968. Ctenoplusia leucostigma ingår i släktet Ctenoplusia och familjen nattflyn. Inga underarter finns listade i Catalogue of Life.